# Claytonia parviflora
Claytonia parviflora är en källörtsväxtart som beskrevs av David Douglas och William Jackson Hooker. Claytonia parviflora ingår i släktet vårskönor, och familjen källörtsväxter.

## Underarter
Arten delas in i följande underarter:
- C. p. grandiflora
- C. p. parviflora
- C. p. utahensis
- C. p. viridis

## Bildgalleri

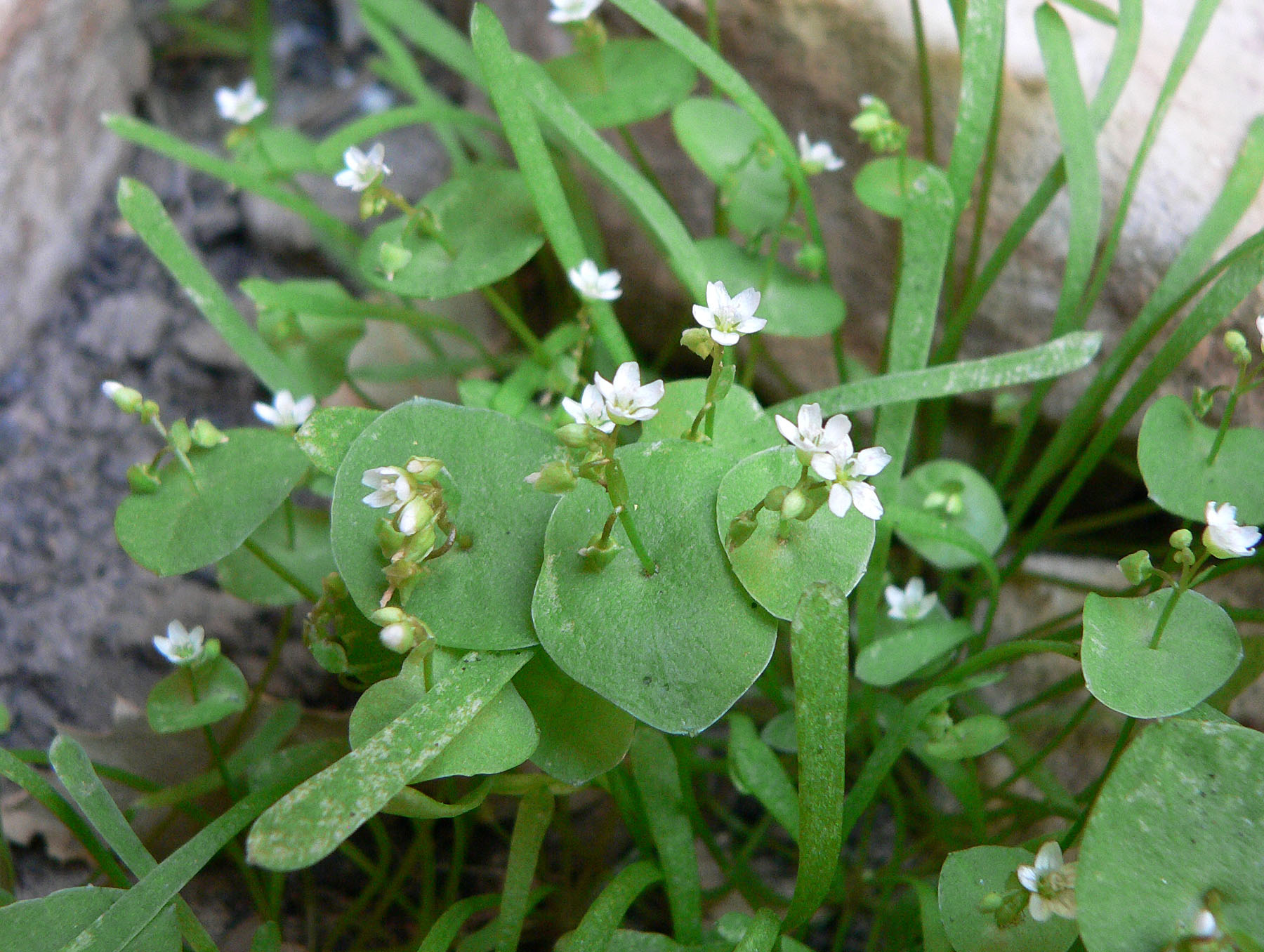
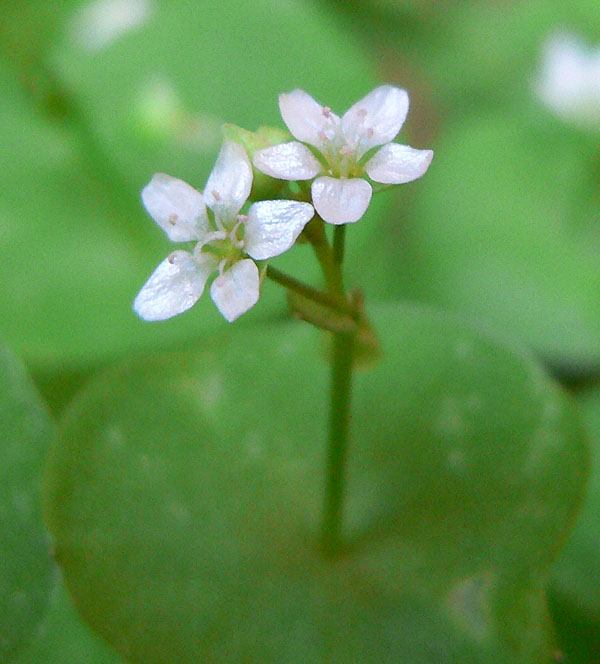
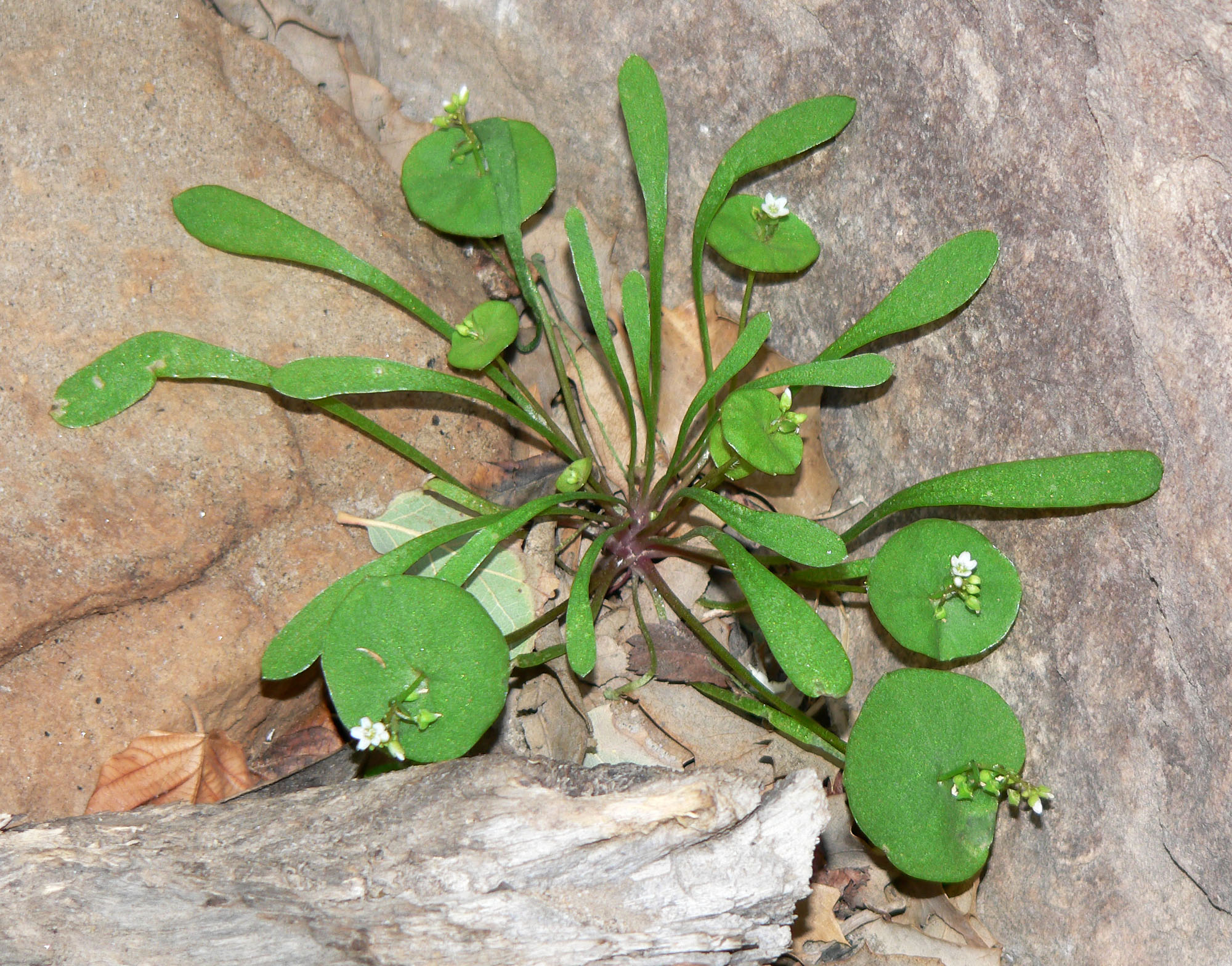
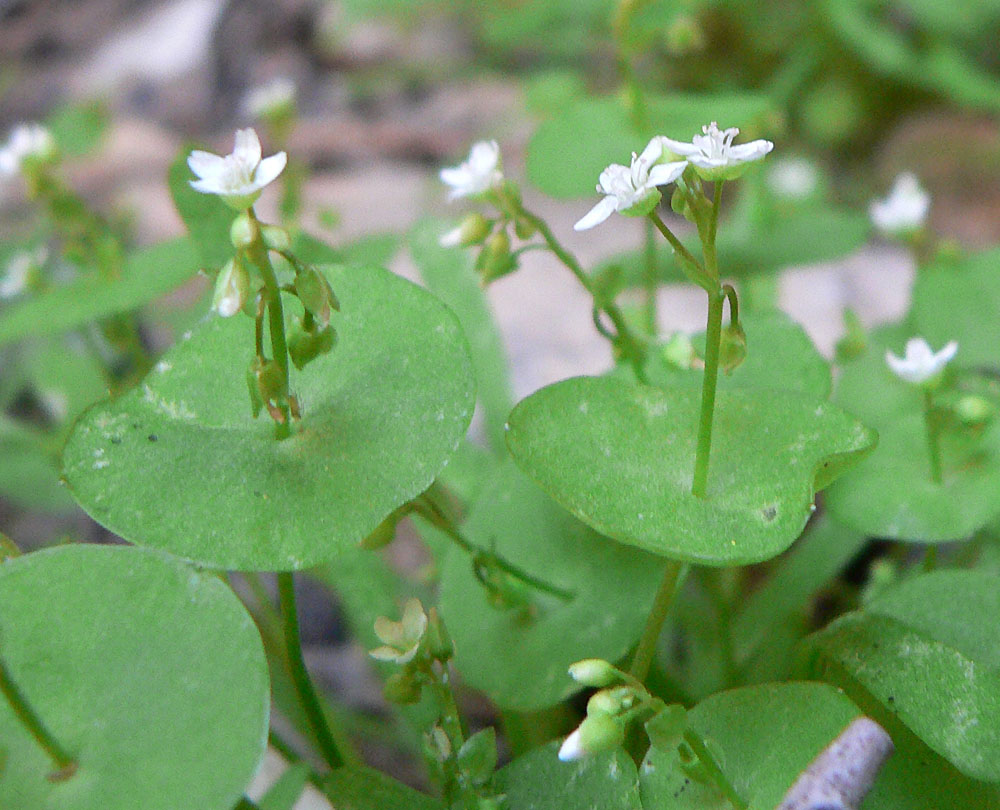